# Бойна машина на пехотата
Вижте пояснителната страница за други значения на БМП.
Бойна машина на пехотата (съкр. БМП) е вид бронирана бойна машина, предназначена да осигурява огнева поддръжка на войниците по време на бой, както и да ги транспортира. Обикновено БМП са защитени и срещу радиация, химически и биологични бойни агенти.

## История и кратко описание
Макар БМП да приличат много на бронетранспортьорите, между двете има съществени разлики. Например, докато БТР са създадени най-вече да превозват войници до бойното поле, БМП имат за цел да превозват войските от едно място до друго на самото бойно поле, да осигуряват, прикриваща стрелба и в някои случаи дори защита от вертолети и щурмови самолети. БТР-ите задължително са снабдени с амбразури, от които войниците от десантното отделение да водят прицелна стрелба. Въоръжението на бойните машини на пехотата най-често е едно малокалибрено скорострелно оръдие (20 – 40 мм), картечница (в някои случаи сдвоена с оръдието), както и противовъздушни/противотанкови ракети в по-новите модели.
Първата БМП е създадена в СССР в средата на 60-те години, и показана за първи път на парад през 1967. По това време страните от НАТО не са разполагали с подобни машини. Ниският профил, 73-милиметровото гладкоцевно оръдие и допълнителното въоръжение от картечница и противотанкова ракета са представлявали сериозна заплаха дори за основните бойни танкове на западните държави, като М60 Патън например.

## Компоненти на БМП

### Въоръжение
Бойните машини на пехотата са въоръжени с оръдие, чийто калибър варира от 20 до 40 мм (рядко извън този диапазон). То е автоматично и има голяма вертикално насочване до +70 гр. което го прави подходящо за стрелба по най-различни видове цели, вкл. и летателни апарати. Обикновено амунициите са фугасни, кинетични, запалителни и/или противовъздушни шрапнели. Допълнителното въоръжение се състои от картечница, а понякога включва и противотанкова ракета със среден обсег.

### Защита
Бронята на БМП е значително по-тънка от тази на танковете, за да се подобри проходимостта. Екипажът е защитен от стрелба с тежки картечници, пистолети, пушки, автомати, карабини и осколъчни елементи от артилерийски снаряди. Шведската CV90 може да издържи на удари от 30-мм автоматично оръдие, а израелската Ахзарит, базирана на Т-55, може да издържи дори на снаряди от РПГ.
Други машини, като финландската „Патрия“, се произвеждат с броневи модули с различна издръжливост в зависимост от задачата, която трябва да се изпълни. Руската БМП-3 дори има система за активна защита „Арена“, осигуряваща недосегаемост от ПТУР. Най-често срещаните противомерки срещу ракети обаче са димните гранати. Други противомерки са термични капани (ловушки, рус.) срещу ракети с инфрачервено насочване, и по-рядко употребяваната за БМП реактивна броня.

## Български БМП
- БМП-23
- БМП-30